# Boston Legal – Jogi játszmák
A Boston Legal – Jogi Játszmák amerikai jogi dráma-vígjáték (dramedy) sorozat, melyet David E. Kelley alkotott. A műsor az ABC csatornán indult 2004. október 3-án a hosszú életű The Practice (magyarul: Ügyvédek) sorozat folytatásaként. Az utolsó rész 2008. december 8-án került adásba. A Boston Legal a Crane, Poole & Schmidt ügyvédi iroda munkatársainak munkakapcsolatairól és magánéletéről szól. A sorozat Magyarországon 2013. február 5-én mutatta be az M1.

## Sorozattörténet
|  | Alább a cselekmény részletei következnek! |

A sorozat premier előtti munkacíme Fleet Street volt, ez egy létező utca a massachusettsi Bostonban, ahol a kitalált Crane, Poole & Schmidt ügyvédi iroda található. A cím később The Practice: Fleet Streetre módosult, végül Boston Legal címmel került adásba a műsor. A sorozatban az ügyvédi irodának otthont adó épület a valóságban az 500 Boylston Street nevű toronyház, amely 12 percre van a Fleet Streettől.

### Sorozatelőd:The Practice
Az Ügyvédek (The Practice) sorozat utolsó részeiben már előreutalt a Boston Legalra, bemutatva a Crane, Poole & Schmidt ügyvédi iroda munkatársait. A Boston Legal voltaképpen azzal vette kezdetét, amikor a The Practice-ben Alan Shore-t elbocsátották, és ezért átkerül a Crane, Poole & Schmidthez. A sorozatban Eugene Young és Jimmy Berluti a Young, Frutt & Berlutitól úgy dönt, hogy kirúgják Alan Shore-t anélkül, hogy Ellenor Frutt-tal megbeszélnék ezt, ami több részen keresztüli cselekményt ad a sorozatnak. Végkielégítésként Alannek 15 000 $-t adnak, habár több, mint 6 millió dollárt hozott a céghez. Tara Wilsont is elküldik a cégtől Alanhez való lojalitása miatt. Alan Shore a Crane, Poole & Schmidthez fordult, hogy beperelje előző munkaadóját. Denny Crane-t, a Crane, Poole & Schmidt alapító és senior partnerét érdekli az ügy, és be is kapcsolódik a tárgyalásba. Ezen időszakban Ellenor Hannah Rose-zal (Rebecca De Mornay), a Crane, Poole & Schmidt ügyvédével kerül össze; de Ellenor komolyan megsérül amikor Hannah-val csatázik. Hannah Rose szerepe a Boston Legal első részének forgatásakor került ki a képből, helyére mást találtak.
Az esküdtszék Alannek ítéli azokat a dollármilliókat, melyeket a Young, Frutt & Berluti az ő segítségével könyvelhetett el, de mivel nem veszik vissza a céghez, Denny felveszi Alant az ő irodájához. Miután Young bíró lett, első ügyeként Alannel került szembe (a The Practice utolsó részében). Ez lett volna a megoldás arra, hogyan Eugene Young vendégszerepeljen a Boston Legalban. Több The Practice-beli vendégszínész szerepelt a Boston Legalban, így René Auberjonois, John Larroquette és Christian Clemenson, bár nem eredeti, hanem új szereplők bőrében tűntek fel. Érdekesség, hogy Anthony Held vendégeskedett mindkét műsorban, csak míg a Boston Legalban Harvey Coopert, addig a The Practice-ben Wallace Coopert játszotta.

### Boston Legal
Az első rész eredetileg a James Spader, Lake Bell, Mark Valley, Rhona Mitra és William Shatner által játszott szerepekből állt volna, amihez hozzákerült a Larry Miller által játszott Edwin Poole, és John Michael Higgins, mint Jerry Austin senior partner. Később került a csapatba a Monica Potter által játszott Lori Colson. Pár epizód után a készítők úgy érezték, hogy a sorozatnak kell egy alap, ami René Auberjonois lett, mint Paul Lewiston senior partner. Ő helyettesítette az első két rész után elvetett Jerry Austin szerepét a sorozatban. A premier 2004. október 4-én volt az ABC csatornán, a Született feleségek premierje után.
2004. november 30-án jelentették be, hogy Candice Bergen csatlakozik a stábhoz, mint alapító és senior partner, Shirley Schmidt. A producerek, már az ősz folyamán be akarták mutatni az új szereplőt. Lake Bell és Jeff Rake (executive producer) elhagyták a sorozatot, de René Auberjonois a főszereplők közé került.
Az ABC 2005. április 5-én megrendelte a második évadot. A sorozat rövidített évad után pihenőre vonult, helyét az épp kezdő Grace klinika vette át. A Grace klinika magas nézettsége miatt a Boston Legal a második évadra átvette a New York rendőrei keddi kezdési idejét, és egy kibővített 27 részes évadot kapott. Rhona Mitra és Monica Potter is elhagyta a sorozatot a pihenő alatt, miközben Julie Bowen-t felvették Denise Bauer szerepére. Ryan Michelle Bathe és Justin Mentell később csatlakozott a stábhoz, mint Sara Holt és Garett Wells, két kezdő, elsőéves junior munkatárs. Új írói stábot is kapott a sorozat Janet Leahy vezetésével, aki négy részt írt a második évadban.
A harmadik évad második részében debütált Craig Bierko, mint Jeffrey Coho és Constance Zimmer, mint Claire Simms. A harmadik évad tizenegyedik részében Gary Anthony Williams is bekerült a főszereplők közé, mint Clarence Bell, akit korában már játszott a sorozatban. Ugyanebben a részben kezdte három részes vendégszereplését Nia Long, mint Vanessa Walker. Az évad tizenötödik részében Craig Bierko elhagyta a sorozatot
2007. június 4-én a TV Guide bejelentette, hogy René Auberjonois, Julie Bowen, Mark Valley, és Constance Zimmer nem fog visszatérni a negyedik évadra.2007. június 13-án kiderült, hogy John Larroquette csatlakozik a stábhoz, mint egy senior partner, aki New Yorkból kerül az irodához.( Larroquette korábban szerepelt a The Practice-ben, amiért Emmy díjat is kapott). Tara Summers, mint junior munkatárs is csatlakozik a főszereplőkhöz, úgy, mint Christian Clemenson, aki a szociálisan sérült, de briliáns Jerry Espenson-t alakította, már korábban is. A lehetőséget meghagyták, hogy René Auberjonois, Mark Valley, Julie Bowen, és Constance Zimmer visszatérhessen a sorozatba, hacsak vendégszerepelni is. 2007. július 2-án bejelentették, hogy René Auberjonois és Mark Valley vendégszerepelni fognak még a sorozatban, és ekkor derült ki, hogy Taraji P. Henson is csatlakozik a Boston Legal szereplőgárdájához a negyedik évad során, úgy mint Saffron Burrows, aki mellékszereplőként fog megjelenni. Később Burrows főszereplő lett a sorozatban.
2007. július 19-én a Boston Legal 6 kategóriában lett nevezve az Emmy-díjra, úgy mint: Legjobb férfi főszereplő dráma-sorozatban (James Spader), Legjobb férfi mellékszereplő dráma-sorozatban (William Shatner) és hároméve az első Legjobb dráma-sorozat jelölése. 2007. szeptember 14-én James Spader megnyerte a kategóriájában az Emmy-t, de William Shatner és Christian Clemenson vesztettek a kategóriájukban. Ugyanebben az évben Legjobb sorozat a Maffiózók lett.
2008. május 13-án az ABC bejelentette, hogy a Boston Legal visszatér az ötödik, egyben utolsó évadra az ősszel. Saffron Burrows viszont otthagyta a sorozatot a My Own Worst Enemy kedvéért. Az utolsó évadot 13 részesre tervezték, hogy az utolsó rész pont a 100. legyen, így véget vetve a sikeres sorozatnak. Napvilágra került egy olyan spekuláció is, hogy a sorozat tovább futhat, ha ez a 13 rész nézettségileg erős lesz. Az évad-premier 2008. szeptember 22-én volt.
2008. június 18-án és június 20-án bejelentették, hogy Gary Anthony Williams és Taraji P. Henson nem tér vissza az ötödik évadra, mint Clarence Bell és Whitney Rome.
2008. július 17-én a Boston Legal - eddigi legtöbb - hét jelölést kapott az Emmy-re, többek között: Legjobb Dráma-sorozat egymás után másodjára. Spader, Bergen és Shatner is jelölést kapott a kategóriájában.
A Boston Legal-t 2008 szeptembere óta az ION Television ismétli, míg 2013. február 5-től a m1 adta hétköznap délutánonként.
A Boston Legal fináléja 2008. december 8-án került adásba, egy kétórás dupla résszel. A fináléban a cég kínai érdekeltségbe kerül, mivel a Crane, Poole & Schmidt komoly anyagi gondokkal küzdött. Az új tulajdonosokat Shirley Schmidt, Carl Sack és Jerry Espenson nem nézi jó szemmel, a szavazáson 3 másik partnerrel együtt a tulajváltás ellen szavaznak. Denny Crane is ellenszenvét fejezi ki a kínaiakkal szemben, paintball pisztollyal lelövi őket és ki is kergeti az irodából. Bejelentik, hogy a sorozat fő karakterei január elsejétől ki vannak rúgva. Denny korábbi akciója miatt a nevét is leveszik a cégtábláról így az ügyvédi iroda új neve: Chang, Poole & Schmidt lesz.
A Pittsburg Post-Gazette című újságban 2008. december 7-én megjelent David E. Kelley-vel készült interjúból kiderült, hogy neki külön ki kellett harcolnia az utolsó évadot, ezért kaptak csak kevés 13 részt.

## Szereplők

### Főszereplők
| Színész               | Szereplő        | Magyar hang         |                                                     | Évad     |
| --------------------- | --------------- | ------------------- | --------------------------------------------------- | -------- |
| James Spader          | Alan Shore      | Czvetkó Sándor      | 2004-2008 (The Practice 2003-2004)                  | 1-5      |
| John Larroquette      | Carl Sack       | Márton András       | 2007-2008                                           | 4-5      |
| Christian Clemenson   | Jerry Espenson  | Elek Ferenc         | 2005-2008 (mint vendég: 2-3)                        | 2-5      |
| Tara Summers          | Katie Lloyd     | Földes Eszter       | 2007-2008                                           | 4-5      |
| Candice Bergen        | Shirley Schmidt | Kovács Nóra         | 2005-2008                                           | 1-5      |
| William Shatner       | Denny Crane     | Szersén Gyula       | 2004-2008 (The Practice 2004)                       | 1-5      |
| René Auberjonois      | Paul Lewiston   | Kertész Péter       | 2004–2008 (mint vendég: 4-5)                        | 1–3, 4-5 |
| Lake Bell             | Sally Heep      | Majsai-Nyilas Tünde | 2004–2005 (The Practice 2004; mint vendég: 3; 2007) | 1, 3     |
| Rhona Mitra           | Tara Wilson     | Horváth Lili        | 2004–2005 (The Practice 2003–2004; rmint vendég: 2) | 1, 2     |
| Monica Potter         | Lori Colson     | Ruttkay Laura       | 2004–2005 (mint vendég: 2)                          | 1, 2     |
| Mark Valley           | Brad Chase      | Haás-Vander Péter   | 2004–2007 (mint vendég: 4)                          | 1–3, 4   |
| Ryan Michelle Bathe   | Sara Holt       | Bánfalvi Eszter     | 2005–2006                                           | 2        |
| Betty White           | Catherine Piper |                     | 2005-2006, 2008 (mint mellékszereplő)               | 1-3, 5   |
| Julie Bowen           | Denise Bauer    | Törtei Tünde        | 2005–2007, 2008 (mint vendég: 5)                    | 2–3, 5   |
| Justin Mentell        | Garrett Wells   | Fehér Tibor         | 2005–2006                                           | 2        |
| Constance Zimmer      | Claire Simms    | Kiss Eszter         | 2006–2007                                           | 3        |
| Craig Bierko          | Jeffrey Coho    | Crespo Rodrigo      | 2006–2007                                           | 3        |
| Gary Anthony Williams | Clarence Bell   | Pusztaszeri Kornél  | 2006–2008                                           | 3–4      |
| Saffron Burrows       | Lorraine Weller | Pálffy Kata         | 2007–2008                                           | 4        |
| Taraji P. Henson      | Whitney Rome    | Lipcsey Borbála     | 2007–2008                                           | 4        |

### Mellék- és vendégszereplők
A The Practice-hez hasonlóan, rengeteg másik David E. Kelley sorozatból ismert színész szerepelt vendégként a Boston Legal-ban. Chi McBride újra eljátssza szerepét a Boston Public-ból. Többi színész:
- Scott Bakula mint Jack Ross (4.13 rész, Glow in the Dark)
- Ed Begley, Jr. mint Clifford Cabot (2 rész a második, 1 a harmadik évadban)
- Ralph Bellamy mint Denny apja (3.18 rész, Son of the Defender)
- Shelley Berman mint Robert Sanders bíró (3 rész a második, 6 a harmadik, 2 a negyedik évadban)
- Jill Brennan mint Gracie Jane (Nancy Grace paródia) (2 rész a második, 7 a harmadik, 4 a negyedik évadban)
- David Dean Bottrell mint Lincoln Meyer (8 rész a harmadik évadban)
- Jayne Brook mint Rachel Lewiston (5 rész a második évadban)
- Delta Burke mint Bella Horowitz (5 rész a harmadik évadban)
- Marisa Coughlan mint Melissa Hughes (9 rész a második, 3 a harmadik évadban)
- William Daniels mint Milton Brody bíró (1 rész az ötödik évadban)
- Christine Ebersole mint Sunny Fields (4.18 rész, Indecent Proposals)
- Rupert Everett mint Malcolm Holmes (2 rész a második évadban)
- Frances Fisher mint Carrie Lancing (1.02 rész, Still Crazy After All These Years)
- Michael J. Fox mint Daniel Post (5 rész a második, 1 a harmadik évadban)
- Currie Graham mint ADA Frank Ginsberg (3 rész a második, 3 a harmadik, 1 a negyedik évadban)
- Henry Gibson mint Clark Brown bíró (3 rész az első, 10 rész a negyedik, 2 az ötödik évadban)
- Meredith Eaton-Gilden mint Bethany Horowitz (14 rész a harmadik, 1 a negyedik, 1 az ötödik évadban)
- Mary Gross mint Leigh Swift (3 rész a negyedik évadban)
- John Michael Higgins mint Jerry Austin (2 rész az első évadban)
- Alison La Placa mint Andrea Michele (2 rész a negyedik évadban)
- Heather Locklear mint Kelly Nolan (2 rész a második évadban)
- Nia Long mint Vanessa Walker (3 rész a harmadik évadban)
- Shelley Long mint Miriam Watson (1.17 rész, Death Be Not Proud)
- Jane Lynch mint Joanna Monroe (3 rész a harmadik, 1 az ötödik évadban)
- Larry Miller mint Edwin Poole (2 rész az első, 1 a második, 1 az ötödik évadban)
- Megan Mullally mint Renata Hill (3.17 rész, The Bride Wore Blood)
- Gail O'Grady mint Gloria Weldon bíró (4 rész a harmadik, 3 a negyedik évadban)
- Meredith Patterson mint Missy Tiggs (2 rész a második, 1 a harmadik, 1 a negyedik évadban)
- Ethan Phillips mint Michael Schiller (3 rész a harmadik évadban)
- Parker Posey mint Marlene Stanger (3 rész a második, 1 a harmadik évadban)
- Freddie Prinze, Jr. mint Donny Crane (2 rész az első, 1 a második évadban)
- Missi Pyle mint Renee Winger (2 rész a harmadik, 1 a negyedik évadban)
- Carl Reiner mint Milton Bombay (1.16 rész, Let Sales Ring)
- Christopher Rich mint Melvin Palmer (1 rész a második, 1 a harmadik, 2 a negyedik, 2 az ötödik évadban)
- Jeri Ryan mint Courtney Reese (2 órás évadzáró a második évadban)
- Katey Sagal mint Barbara Little (5 rész a harmadik évadban)
- Tom Selleck mint Ivan Tiggs (3 rész a második, 1 a harmadik évadban)
- Al Sharpton mint önmaga (2 rész az első évadban)
- Armin Shimerman mint Brian Hooper bíró (7 rész a harmadik évadban)
- Robert Wagner mint Barry Goal (2 órás évadzáró a második évadban)
- Kerry Washington mint Chelina Hall (4 rész az első, 1 a második évadban)
- Jaleel White mint Kevin Givens (1 rész a harmadik évadban)
- Melora Hardin mint Sharon Brant (első rész)
- Elizabeth Mitchell mint Christine Pauley (2 rész az első évadban)

Sok színész Star Trek sorozatból ismerős: William Shatner, John Larroquette, René Auberjonois, Henry Gibson, Scott Bakula, Ron Canada, Elizabeth Dennehy, Patrick Fabian, Gary Anthony Williams (videójáték), Mark L. Taylor, Colby French, Steven Culp, Pamela Adlon, Ivar Brogger, Thomas F. Wilson, Lamont Thompson, Gregg Daniel, Miriam Flynn, Mark Moses, Paul Dooley, Dan Gilvezan, Tony Todd, April Grace, Michael Bofshever, Jim Jansen, Billy Mayo, Stephen Lee, Lawrence Pressman, Michael G. Hagerty, Michael Ensign, Ron Ostrow, Ed Begley Jr., Christopher Neiman, Matthew Kaminsky, Zach Grenier, Ann Cusack, Dakin Matthews, Mark Chait, Michelle Forbes, Clyde Kusatsu, Annie Wersching, Ellen Bry, Armin Shimmerman, Ethan Phillips, Jeri Ryan, Dennis Cockrum, Robert Foxworth, David Burke, Ray Proscia, Don McManus, Lorna Raver, Jennifer Parsons, Ken Land, Andrew Prine, Matt Malloy, Daniel Roebuck, Fran Bennett, Joanna Cassidy, Corbin Bernsen, és Patti Yasutake.
Néhány színész a Seinfeld sorozatból ismerős : James Spader, Candace Bergen, Constance Zimmer, Michelle Forbes, Armin Shimmerman, Robert Wagner, Larry Miller, Richard Fancy, Brenda Strong, Debra Mooney, Wayne Wilderson, Michael G. Hagerty, Stephen Tobolowsky, Kevin Dunn, Veanne Cox, Megan Mullally, és Corbin Bernsen.

## Executive Producerek
- David E. Kelley
- Bill D'Elia
- Mike Listo
- Lawrence Broch
- Janet Leahy (2.04-3.24)
- Scott Kaufer (1.01-2.03, 2.23)
- Jeff Rake (1.01-1.13)

## Epizódok
| Évad | Évad | Epizódok | Eredeti sugárzás     | Eredeti sugárzás  | Eredeti adó |
| Évad | Évad | Epizódok | Évadpremier          | Évadfinálé        | Eredeti adó |
| ---- | ---- | -------- | -------------------- | ----------------- | ----------- |
|      | 1    | 17       | 2004. október 3.     | 2005. március 20. | ABC         |
|      | 2    | 27       | 2005. szeptember 27. | 2006. május 16.   | ABC         |
|      | 3    | 24       | 2006. szeptember 26. | 2007. május 29.   | ABC         |
|      | 4    | 20       | 2007. szeptember 25. | 2008. május 21.   | ABC         |
|      | 5    | 13       | 2008. szeptember 22. | 2008. december 8. | ABC         |

## Nézettség
A Boston Legal nem produkált kitörő nézettséget, de megvan a törzsközönsége ami az évadok alatt megtartotta az ABC programjában. Egy kutatás kimutatta, hogy inkább a gazdagabbak, a jobb módúak nézik a sorozatot.
| Évad     | Időpont                 | Évad-premier         | Évad-záró         | TV szezon | Évad Rangsor | Nézők (millió) |
| -------- | ----------------------- | -------------------- | ----------------- | --------- | ------------ | -------------- |
| Első     | Vasárnap 22:00          | 2004. október 3.     | 2005. március 20. | 2004–2005 | #27          | 12.5           |
| Második  | Kedd 22:00              | 2005. szeptember 27. | 2006. május 16.   | 2005–2006 | #46          | 10.3           |
| Harmadik | Kedd 22:00              | 2006. szeptember 19. | 2007. május 29.   | 2006–2007 | #48          | 9.9            |
| Negyedik | Kedd 22:00 Szerda 22:00 | 2007. szeptember 25. | 2008. május 21.   | 2007–2008 | #51          | 9.8            |
| Ötödik   | Hétfő 22:00             | 2008. szeptember 22. | 2008. december 8. | 2008–2009 | TBD          | 9.2            |

## Díjak, jelölések

### Díjak
Emmy-díj:
- Legjobb férfi főszereplő játékfilmsorozatban James Spader (2007)
- Legjobb vendégszínész játékfilmsorozatban Christian Clemenson (mint Jerry 'Kéz' Espenson: 2006)
- Legjobb hang (játékfilmsorozat) Craig Hunter, Peter Kelsey, Clark King, William Butler (2006)
- Legjobb férfi főszereplő játékfilmsorozatban James Spader (2005)
- Legjobb férfi mellékszereplő játékfilmsorozatban William Shatner (2005)

2004-ben a The Practice sorozatban, de a szereplő tovább "él" a Boston Legal-ban.
- Legjobb férfi főszereplő játékfilmsorozatban James Spader (2004)
- Legjobb vendégszínész játékfilmsorozatban William Shatner (2004)

Golden Globe-díj:
- Legjobb férfi mellékszereplő (televíziósorozat, televíziós minisorozat vagy tévéfilm) William Shatner (2005)

Peabody Awards:
- Boston Legal 2005 évad.

PRISM Awards:
- Játékfilmsorozat, többrészes cselekményszál René Auberjonois, Jayne Brook második évad "Live Big", "Shock and Owww!", "Stick It", "Word Salad Days", "Squid Pro Quo" és "Spring Fever" (2007)

Satellite Awards:
- Sorozat-Színész, Vígjáték vagy Musical James Spader (2006)

### Jelölések
Emmy-díj:
- Legjobb játékfilmsorozat (2008)
- Legjobb férfi főszereplő játékfilmsorozatban James Spader (2008)
- Legjobb férfi mellékszereplő játékfilmsorozatban William Shatner (2008)
- Legjobb női mellékszereplő játékfilmsorozatban Candice Bergen (2008)
- Legjobb játékfilmsorozat (2007)
- Legjobb férfi főszereplő játékfilmsorozatban James Spader (2007)
- Legjobb férfi mellékszereplő játékfilmsorozatban William Shatner (2007)
- Legjobb vendégszínész játékfilmsorozatban Christian Clemenson (2007)
- Legjobb rendezés (játékfilmsorozat) Bill D'Elia; Son of the Defender (2007)
- Legjobb hangkeverés (játékfilmsorozat-vígjáték) (One Hour); Lincoln (2007)
- Legjobb férfi mellékszereplő játékfilmsorozatban William Shatner (2006)
- Legjobb női mellékszereplő játékfilmsorozatban Candice Bergen (2006)
- Legjobb vendégszínész játékfilmsorozatban Michael J. Fox (2006)
- Legjobb casting, játékfilsorozat Nikki Valko, Ken Miller (2006)
- Legjobb "Single-Camera" vágás (játékfilmsorozat) Phil Neel (2006)

Golden Globe-díj:
- Legjobb férfi mellékszereplő (televíziósorozat, televíziós minisorozat vagy tévéfilm) William Shatner (2007)
- Legjobb női mellékszereplő sorozatban, mini-sorozatban, vagy TV-filmben Candice Bergen (2006)
- Legjobb férfi szereplő – Játékfilmsorozat James Spader (2005)

Screen Actors Guild:
- Legjobb színész játékfilmsorozatban James Spader (2007)
- Legjobb színészgárda játékfilmsorozatban (2007)
- Legjobb színészgárda vígjátéksorozatban (2006)
- Legjobb színész vígjátéksorozatban James Spader (2006)
- Legjobb színész vígjátéksorozatban William Shatner (2006)
- Legjobb színésznő vígjátéksorozatban Candice Bergen (2006)

Satellite Awards:
- Legjobb sorozat - Vígjáték (2005)
- Legjobb színész játékfilmsorozatban - Vígjáték James Spader (2005)
- Legjobb színésznő játékfilmsorozatban - Vígjáték Candice Bergen (2005)
- Legjobb férfi mellékszereplő sorozatban, mini-sorozatban, vagy TV-filmben William Shatner (2005)
- Legjobb sorozat - Játékfilmsorozat (2004)
- Legjobb színész játékfilmsorozatban - Játékfilmsorozat James Spader (2004)